# Uschi Disl
Ursula "Uschi" Disl, née le 15 novembre 1970 à Bad Tölz, est une biathlète allemande. Elle possède l'un des plus beaux palmarès du biathlon mondial. Double championne olympique avec le relais allemand, lors des éditions de 1998 et 2002, elle est également détentrice de sept autres médailles olympiques, dont cinq médailles individuelles.
Elle possède deux titres individuels de championne du monde, obtenus en 2005 sur les épreuves du sprint et de l'individuel. Elle compte six autres titres mondiaux, tous obtenus dans des épreuves par équipes. Au total, elle détient dix-neuf médailles mondiales, un record, soit mieux que Tora Berger et Magdalena Neuner.
En Coupe du monde, son total de trente victoires est uniquement dépassé par la Suédoise Magdalena Forsberg, quarante-deux ainsi que l'Allemande Magdalena Neuner et la Biélorusse Darya Domracheva (trente-quatre succès chacune). Sa meilleure place au classement général de la Coupe du monde est deuxième, à trois reprises. Elle obtient trois petits globes de cristal, trophées récompensant les vainqueurs de spécialité.

## Biographie

### Débuts, premières victoires et médailles olympiques
À l'origine fondeuse, elle se redirige vers le biathlon à l'âge de 16 ans. Ce choix est motivé par l'usage du style libre en biathlon, qu'elle préfère au style classique.
Uschi Disl commence sa carrière internationale pour la RFA à la fin des années 1980. Dès 1991, elle est dans l'équipe type de l'Allemagne et s'impose rapidement dans un sprint à Albertville, l'aidant à finir quatrième du classement général. Pour ses premiers mondiaux à Lahti, elle empoche une médaille de bronze sur le relais et se classe cinquième du sprint notamment. En 1992, elle obtient des résultats similaires, gagnant une course devant le public allemand de Ruhpolding, une médaille d'argent en relais aux Jeux olympiques d'Albertville et pour finir un titre mondial sur la course par équipes avec Petra Bauer, Inga Kesper et Petra Behle. Après une saison moins riche en résultats (1 podium individuel) en 1993, elle revient dans le haut de l'affiche en 1994, où elle empoche notamment deux nouvelles médailles olympiques : l'argent au relais et le bronze à l'individuel ainsi qu'un succès à Canmore en Coupe du monde.

### 1995-1999: parmi les trois meilleures biathlètes
En 1995, elle termine pour la première fois la saison sur le podium du général de la Coupe du monde, se classant troisième, grâce notamment à de multiples podiums dont deux médailles d'argent en sprint et à l'individuel aux Championnats du monde à Antholz, où elle remporte aussi le titre sur le relais et la médaille d'argent par équipes.
En 1996, elle gagne quatre victoires sur les trois premières étapes, résultats qu'elle ne confirme pas aux Mondiaux de Ruhpoding, où elle est au delà du top vingt individuellement. Elle participe tout de même aux succès allemands sur le relais et la course par équipes. De retour dans la Coupe du monde, elle monte sur le podium à Pokljuka, mais échoue dans sa quête du classement général et le globe de cristal, qui est gagné par Emmanuelle Claret.
L'hiver suivant, elle se bat de nouveau pour le gain de la Coupe du monde, gagnant notamment les deux courses de l'étape prestigieuse d'Holmenkollen. Elle se heurte cependant à la Suédoise Magdalena Forsberg, qui gagne le premier de ses six globes de cristal avec un seul point d'avance sur Disl. Aux Championnats du monde, elle est au mieux quatrième de la poursuite individuellement et gagne son troisième titre consécutif en relais.
En 1998, le résultat final est le même en Coupe du monde, Disl devant s'incliner devant Forsberg, malgré un doublé à Hochfilzen en fin de saison. C'est aussi la saison de ses troisièmes Jeux olympiques qui ont lieu à Nagano, où elle est sacrée enfin sur le relais avec Martina Zellner, Katrin Apel et Petra Behle. Individuellement, elle ajoute deux podiums à son palmarès avec l'argent au sprint, où elle battue pour l'or par Galina Koukleva avec une marge de 7 dixièmes de seconde et la médaille de bronze sur l'individuel, gagné par Ekaterina Dafovska.
En 1999, elle est de nouveau en forme tôt dans la saison, récoltant quatre victoires individuelles, portant son total de succès à dix-sept. Elle continue par une quatrième médaille d'or en relais aux Championnats du monde. De nouveau, elle laisse Forsberg la dépasser au classement général de la Coupe du monde.

### 2000-2006: nouvelles médailles et fin de carrière
De 2000 à 2006, Uschi Disl reste très présente dans le haut des classements, finissant à chaque fois dans le top dix, dont une fois troisième en 2002, la seule saison où paradoxalement elle ne signe aucune victoire depuis 1993. En 2000 et 2001, elle gagne à chaque fois une course ainsi que respectivement la médaille d'argent au sprint et à la poursuite aux Championnats du monde. Aux Jeux olympiques d'hiver de 2002, elle commence la compétition par une nouvelle médaille d'argent sur le sprint, sa quatrième médaille individuelle en quatre éditions, mais son premier titre majeur lui manque toujours. En relais, elle conserve son titre acquis en 1998 avec Katrin Apel, Andrea Henkel et Kati Wilhelm.
En janvier 2003, elle gagne de nouveau en Coupe du monde à Oberhof. L'hiver suivant, elle cumule trois victoires dont deux à Fort Kent aux États-Unis.
De plus, en 2003, elle participe à une étape de la Coupe du monde de ski de fond à Düsseldorf, où elle est quatrième du sprint individuel et deuxième du sprint par équipes.

#### Consécration mondiale en 2005 et nouveau podium olympique en 2006
Aux Championnats du monde 2005 à Hochfilzen, alors qu'elle compte déjà à son palmarès six médailles d'or mondiales dans des épreuves collectives, Disl remporte enfin son premier titre individuel en gagnant le sprint devant Olga Zaïtseva de 3,5 secondes. Elle enchaîne avec un deuxième titre sur la poursuite devant la Chinoise Liu Xianying, malgré quatre fautes au tir. Ses mondiaux se poursuivent avec deux autres podiums pour Disl : médaille d'argent au relais et médaille de bronze au relais mixte. Cela fait d'elle la biathlète la plus médaillée aux Championnats du monde avec 19 récompenses, qu'elle a engrangées sur une période de quinze ans. Lors de cette saison 2004-2005, elle enregistre son record de victoires en un hiver avec cinq unités, puisqu'elle réalise aussi le doublé sprint/poursuite à Beitostølen et gagne la poursuite d'Oberhof, sa dernière en Allemagne. Ces exploits lui valent d'être choisie personnalité sportive allemande de l'année.
En fin d'année 2005, elle entame son ultime saison dans le biathlon par une victoire (sa trentième et dernière) au sprint d'Östersund. Elle se rend ensuite à Turin pour disputer ses cinquièmes Jeux olympiques, où elle est d'abord moins performante qu'à l'accoutumée (34e, 10e et 12e) avant de remporter la médaille de bronze sur la mass-start (17/20 au tir), sa neuvième au total, le record absolu chez les femmes à ce point.
Uschi Disl participe à sa dernière course internationale en 2006 à Oslo. Elle se classe cinquième du classement général de la Coupe du monde cet hiver.
Au cours de sa carrière, elle a souvent utilisé sa vitesse à skis pour compenser des erreurs au tir, ce qui lui a valu le surnom de Turbo Disl.

### Après sa carrière sportive
Disl est mariée à Thomas Soderberg, un Suédois qui travaille avec l'équipe norvégienne de biathlon. Elle donne naissance à son premier enfant en 2007 et commence à commenter le biathlon sur la chaîne Allemande ARD en compagnie de Ricco Groß, rôle qu'elle tient jusqu'en 2009. Elle travaille ensuite dans une entreprise d'équipements sportifs (cyclisme). En parallèle de sa pratique sportive, elle a fait partie de la police garde-frontière.

## Palmarès

### Jeux olympiques
| Épreuve / Édition      | Individuel                          | Sprint                             | Poursuite                        | Départ en masse                     | Relais                             |
| ---------------------- | ----------------------------------- | ---------------------------------- | -------------------------------- | ----------------------------------- | ---------------------------------- |
| JO 1992 Albertville    | 24e                                 | 11e                                | Épreuve inexistante à cette date | Épreuve inexistante à cette date    | Médaille d'argent, Jeux olympiques |
| JO 1994 Lillehammer    | Médaille de bronze, Jeux olympiques | 13e                                | Épreuve inexistante à cette date | Épreuve inexistante à cette date    | Médaille d'argent, Jeux olympiques |
| JO 1998 Nagano         | Médaille de bronze, Jeux olympiques | Médaille d'argent, Jeux olympiques | Épreuve inexistante à cette date | Épreuve inexistante à cette date    | Médaille d'or, Jeux olympiques     |
| JO 2002 Salt Lake City | 12e                                 | Médaille d'argent, Jeux olympiques | 9e                               | Épreuve inexistante à cette date    | Médaille d'or, Jeux olympiques     |
| JO 2006 Turin          | 12e                                 | 34e                                | 10e                              | Médaille de bronze, Jeux olympiques | —                                  |

Légende :
- : épreuve inexistante ou non-olympique.

### Championnats du monde
Uschi Disl remporte un total record de dix-neuf médailles en championnat du monde : huit en or, dont deux individuellement, huit en argent et trois en bronze.
| Mondiaux \ Épreuve    | Individuel               | Sprint                   | Poursuite                        | Départ en masse                  | Relais                    | Équipe                           | Relais_mixte                     |
| 1991 Lahti            | 8e                       | 5e                       | Épreuve inexistante à cette date | Épreuve inexistante à cette date | Médaille de bronze, monde | 4e                               | Épreuve inexistante à cette date |
| 1992 Novossibirsk     | Jeux olympiques          | Jeux olympiques          | Épreuve inexistante à cette date | Épreuve inexistante à cette date | Jeux olympiques           | Médaille d'or, monde             | Épreuve inexistante à cette date |
| 1993 Borovets         | 8e                       | 34e                      | Épreuve inexistante à cette date | Épreuve inexistante à cette date | 8e                        | 4e                               | Épreuve inexistante à cette date |
| 1994 Canmore          | Jeux olympiques          | Jeux olympiques          | Épreuve inexistante à cette date | Épreuve inexistante à cette date | Jeux olympiques           | 4e                               | Épreuve inexistante à cette date |
| 1995 Antholz          | Médaille d'argent, monde | Médaille d'argent, monde | Épreuve inexistante à cette date | Épreuve inexistante à cette date | Médaille d'or, monde      | Médaille d'argent, monde         | Épreuve inexistante à cette date |
| 1996 Ruhpolding       | 27e                      | 35e                      | Épreuve inexistante à cette date | Épreuve inexistante à cette date | Médaille d'or, monde      | Médaille d'or, monde             | Épreuve inexistante à cette date |
| 1997 Osrblie          | 13e                      | 13e                      | 4e                               | Épreuve inexistante à cette date | Médaille d'or, monde      | -                                | Épreuve inexistante à cette date |
| 1998 Pokljuka         | Jeux olympiques          | Jeux olympiques          | 15e                              | Épreuve inexistante à cette date | Jeux olympiques           | -                                | Épreuve inexistante à cette date |
| 1999 Kontiolahti Oslo | 9e                       | 34e                      | 11e                              | 7e                               | Médaille d'or, monde      | Épreuve inexistante à cette date | Épreuve inexistante à cette date |
| 2000 Lahti Oslo       | 8e                       | 7e                       | Médaille d'argent, monde         | 8e                               | Médaille d'argent, monde  | Épreuve inexistante à cette date | Épreuve inexistante à cette date |
| 2001 Pokljuka         | 11e                      | Médaille d'argent, monde | 11e                              | 24e                              | Médaille d'argent, monde  | Épreuve inexistante à cette date | Épreuve inexistante à cette date |
| 2002 Oslo             | Jeux olympiques          | Jeux olympiques          | Jeux olympiques                  | 5e                               | Jeux olympiques           | Épreuve inexistante à cette date | Épreuve inexistante à cette date |
| 2003 Khanty-Mansiïsk  | -                        | 34e                      | 13e                              | 21e                              | Médaille de bronze, monde | Épreuve inexistante à cette date | Épreuve inexistante à cette date |
| 2004 Oberhof          | -                        | -                        | -                                | 9e                               | -                         | Épreuve inexistante à cette date | Épreuve inexistante à cette date |
| 2005 Hochfilzen       | 34e                      | Médaille d'or, monde     | Médaille d'or, monde             | 10e                              | Médaille d'argent, monde  | Épreuve inexistante à cette date | Médaille de bronze, monde        |

### Coupe du monde
- Meilleur classement général : 2e en 1996, 1997 et 1998.
- Vainqueur de 3 petits globes de cristal : 2 en individuel (1997 et 1999) et 1 en sprint (1997).
- 74 podiums individuels : 30 victoires, 19 deuxièmes places et 25 troisièmes places.

#### Performances générales
Au total, Uschi Disl dispute 336 épreuves, remportant trente victoires individuelles sur un total de 60 victoires. Elle est devancée par la Suédoise Magdalena Forsberg qui possède quarante-deux victoires individuelles à son palmarès, ainsi que par Magdalena Neuner sa compatriote et Darya Domracheva (trente-quatre victoires chacune). Elle possède au moins une victoire dans chacun des formats individuels.
| Résultat  | Individuel | Sprint | Poursuite | Départ en masse | Équipe | Relais | Total |
| --------- | ---------- | ------ | --------- | --------------- | ------ | ------ | ----- |
| 1re place | 8          | 13     | 7         | 2               | 2      | 28     | 60    |
| 2e place  | 5          | 13     | 1         | -               | 3      | 27     | 49    |
| 3e place  | 5          | 7      | 8         | 5               | –      | 7      | 32    |
| Top 10    | 37         | 74     | 47        | 21              | 9      | 47     | 235   |
| Points    | 55         | 102    | 66        | 30              |        | 47     | 301   |
| Départs   | 63         | 121    | 68        | 30              | 9      | 47     | 336   |

#### Détail des victoires individuelles
| Saison / Épreuve | Individuel         | Sprint                                | Poursuite                                     | Mass start | Total |
| 1990-1991        |                    | Albertville                           |                                               |            | 1     |
| 1991-1992        | Ruhpolding         |                                       | 1                                             |            |       |
| 1993-1994        | Canmore            |                                       | 1                                             |            |       |
| 1994-1995        | Oberhof            |                                       | 1                                             |            |       |
| 1995-1996        | Östersund Antholz  | Oslo-Holmenkollen Antholz             | 4                                             |            |       |
| 1996-1997        |                    | Holmenkollen Antholz                  | Holmenkollen                                  | 2          |       |
| 1997-1998        | Hochfilzen         | Hochfilzen Kontiolahti                |                                               | 3          |       |
| 1998-1999        | Osrblie Hochfilzen |                                       | Osrblie                                       | Ruhpolding | 4     |
| 1999-2000        | Osrblie            |                                       |                                               |            | 1     |
| 2000-2001        |                    | Soldier Hollow                        |                                               |            | 1     |
| 2002-2003        |                    |                                       |                                               | Oberhof    | 1     |
| 2003-2004        |                    | Fort Kent                             | Fort Kent Pokljuka                            |            | 3     |
| 2004-2005        |                    | Beitostølen Hochfilzen (Ch. du monde) | Oberhof Beitostølen Hochfilzen (Ch. du monde) |            | 5     |
| 2005-2006        |                    | Östersund                             |                                               |            | 1     |
| Total            | 9                  | 12                                    | 7                                             | 2          | 30    |

#### Classements en Coupe du monde
| Année | Classement général final |
| 1991  | 4e                       |
| 1992  | 5e                       |
| 1993  | 16e                      |
| 1994  | 4e                       |
| 1995  | 3e                       |
| 1996  | 2e                       |
| 1997  | 2e                       |
| 1998  | 2e                       |
| 1999  | 3e                       |
| 2000  | 8e                       |
| 2001  | 6e                       |
| 2002  | 3e                       |
| 2003  | 7e                       |
| 2004  | 4e                       |
| 2005  | 5e                       |
| 2006  | 5e                       |

### Ski de fond
- Meilleur classement général dans la Coupe du monde : 54e en 2004.
- 1 podium en épreuve par équipes : 1 deuxième place.